# Lauretta Hanson
Lauretta Hanson (* 29. Oktober 1994 in Daylesford) ist eine australische Radrennfahrerin.

## Sportlicher Werdegang
Hanson stammt aus einer Radsport-Familie; ihre Mutter war 1981 australische Meisterin, und ihr Großvater starb bei einem Rennunfall, als sie fünf Jahre alt war. Von 2011 bis 2014 nahm sie an den australischen Meisterschaften im Bahnradsport teil, jedoch ohne Podiumsresultate. 2014 nahm sie ein Studium in den Vereinigten Staaten auf und fuhr dort vor allem Kriterien.
2016 wurde Hanson erstmals Mitglied eines UCI-registrierten Teams, Colavita-Bianchi. In einem ihrer ersten Rennen für dieses Team, bei der Women’s Tour Down Under in ihrem heimischen Victoria, gewann sie die Nachwuchswertung. Außerdem gelang ihr ein Etappensieg im Redlands Classic, einem Rennen des US-amerikanischen Kalenders. 2017 und 2018 fuhr sie für UnitedHealthcare, ein weiteres amerikanisches Team. In dieser Zeit erzielte sie den bislang einzigen Sieg in einem UCI-Rennen, im Einzelzeitfahren der tschechischen Tour de Feminin 2018. Ab 2019 wurde sie von Trek-Segafredo unter Vertrag genommen, einem WorldTeam, in dem sie sich vor allem als Helferin einen Namen machte. Außerdem studierte sie Sportmanagement an der Deakin University.
2021 stand Hanson als Dritte erstmals auf dem Podium der australischen Meisterschaften. Anfang 2022 musste sie sich wegen Schmerzen beim Sitzen operieren lassen. Im weiteren Verlauf des Jahres gewann sie mit Trek-Segafredo das Mannschaftszeitfahren von Vårgårda. Den Giro Donne fuhr sie 2022 und 2023, die Tour de France Femmes 2023. 2024 war Hanson Zweite bei den Landesmeisterschaften im Straßenrennen. Zuvor war ihr Vertrag beim mittlerweile Lidl-Trek genannten Team bis Ende 2025 verlängert worden.
Zum Einsatz in der Nationalmannschaft kam Hanson relativ selten, namentlich bei den Straßenradsport-Weltmeisterschaften 2021 und 2023. Der australische Verband nominierte sie für das olympische Straßenrennen 2024, wo sie auf den 22. Platz kam.

## Erfolge
2016
Nachwuchswertung Women’s Tour Down Under
2018
eine Etappe Tour de Feminin